# قنطرة اتش
قَنْطَرَةُ اِتْشْ أو جِسْرُ H  (بالإنجليزية: H-bridge، تنطق "اتش بريدج") هي عبارة عن دائرة إلكترونية تقوم بتبديل قطبية الجهد المطبق على الحمل. 
تستخدم هذه الدوائر في تطبيقات الروبوتات وتطبيقاتٌ أخرى حيث تتيح لمحركات التيار المستمر الحركة إلى لأمام أو إلى الخلف.
تتواجد قنطرة اتش (أو H-Bridge) على هيئة دوائر متكاملة أو مكونات منفصلة.
قنطرة اتش
طريقة العمل:
سُمِّيَت الدائرة بهذا الاسم لتشابه شكل الدائرة الإكترونية بحرف الـ H

تتكون الدائرة إلكترونية من أربع مفاتيح كهربائية. عندما يكون المفتاح الأول s1 والمفتاح الرابع s4 مغلقان ويكون المفتاح الثاني s2والثالث s3 مفتوحان يتكون جهد موجب على المحرك.وعندما يكون المفتاح الثاني s2 والثالث s3 مغقان والمفتاح الأولs1 والرابع s4 مفتوحان يتكون جهد معكوس.

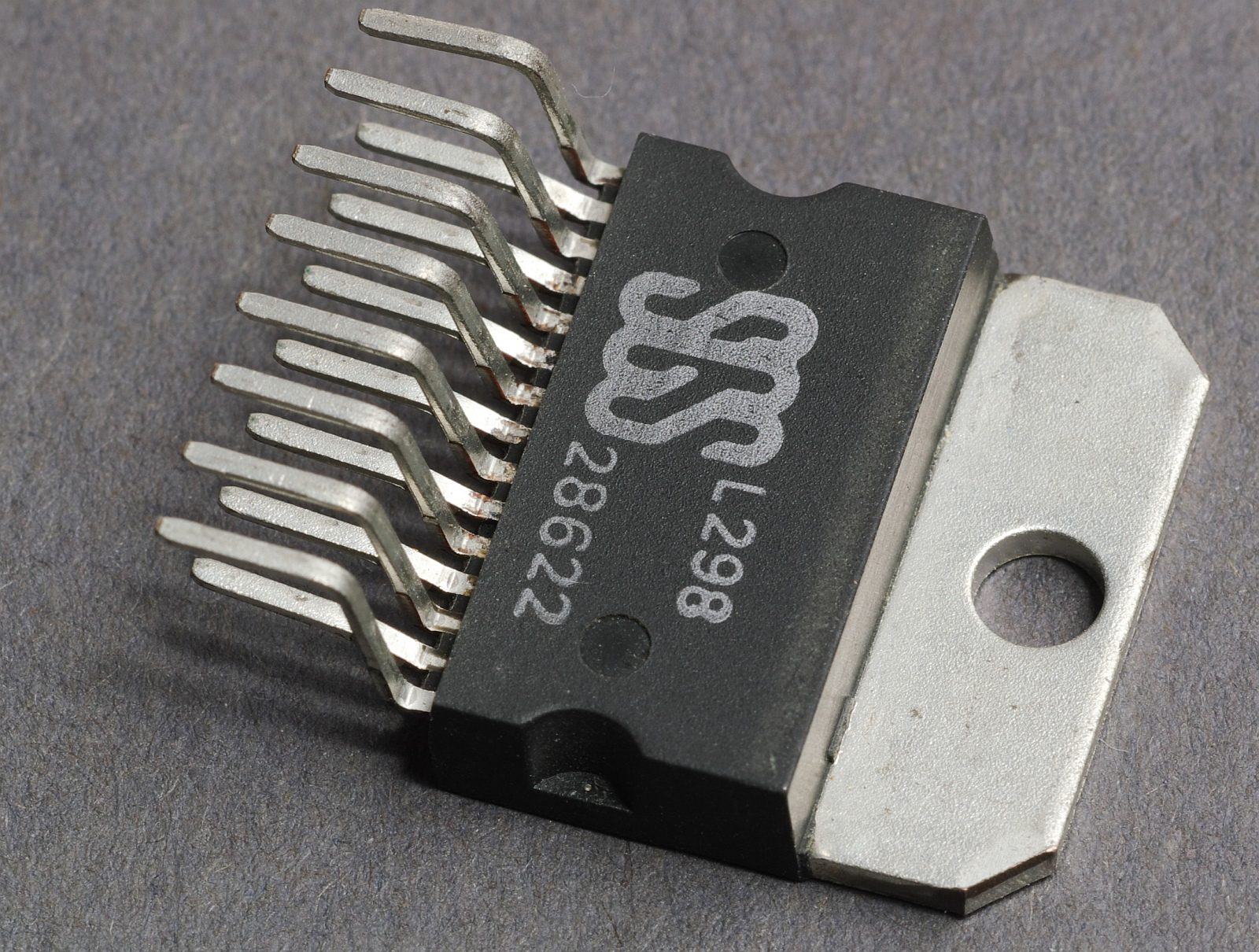
L298 dual H-bridge motor driver

بإغلاق المفتاحين الأول s1 والثاني s2 معنا فان ذلك سوف يؤدي إلى صنع دائرة قصر (بالإنكليزية: Short circuit) وكذلك فان إغلاق المفتاحين الثالث s3 والربع s4 سوف يعطي نفس النتيجة وتسمى هذه الحالة بي Shoot-through ويمكن استخدامها في عملية ايقاف تشغيل المحرك.
الجدول التالي يتضمن آلية عمل الدائرة الإلكترونية لبعض الاحتمالات الممكنة.
| النتيجة                 | s1 | s2 | s3 | s4 |
| ----------------------- | -- | -- | -- | -- |
| المحرك يتحرك حركة حرة   | 0  | 0  | 0  | 0  |
| المحرك يتحرك إلى اليمين | 0  | 1  | 0  | 1  |
| المحرك يتحرك إلى اليسار | 1  | 0  | 1  | 0  |
| المحرك يتوقف            | 1  | 1  | 0  | 0  |
| المحرك يتوقف            | 0  | 0  | 1  | 1  |

استخدامات أخرى:
من الاستخدامات الشائعة لجسر H يستخدم كعاكس كهربائي (Inverter)حيث يحول التيار المباشر (DC)إلى تيار متردد (AC).
بتوصيل الجسر إلى مصدر ذات تيار مباشر (DC) فإن موجة مربعية (square wave) سوف تتولد على التحميل، وإذا كان نوع التحميل ذات حث كهروستاتيكي سوف يتولد موجة مثلثية (triangle wave) مع قمة تعتمد على الجهد الداخل (input voltage)والتردد وعلى الحث الكهروستاتيكي.

## طالع أيضًا
- التقويم الفعال Active rectification
- مبادل كهربائي Commutator

## روابط خارجية (بالإنجليزية)
- H-Bridge Theory and Practice
- Brief H-Bridge Theory of Operation
- H-bridge tutorial discussing various driving modes and using back-EMF
- PWM DC Motor Controller Using MOSFETs and IR2110 H-Bridge Driver
- H-Bridges on the BEAM Robotics Wiki
- Derivation of formulas to estimate  H-bridge controller current (Vex, JAGUAR,Victor).  Discusses why some H-bridges used in robotics have non-linear current and speed responses.

### مشاريع
- Building an H-bridge-controlled motor with photocells to track light
- H-bridge motor control with 4017 (in Turkish)
- Using the HIP4081A for H-bridge control نسخة محفوظة 27 فبراير 2012 على موقع واي باك مشين.
- Using the L293D H bridge for DC motor control
- A simple circuit designed around L293D motor driver IC